# Fatela
Fatela ist ein Ort und eine Gemeinde in Portugal. Die stark von Abwanderung betroffene Gemeinde gilt als strukturschwach, aber auch als besonders traditionsbewusst.
Seit der hierhergezogene Miguel Newton, Sänger der Punk/Oi-Band Mata-Ratos, hier 2019 erstmal das internationale Kultur- & Streetpunk-Festival Fatela Sónica im Gemeindeort Anja da Guarda veranstaltete, erlangte Fatela regional und in Szenekreisen international erstmals Bekanntheit. Er besang seine neue Wahlheimat auch schon und verbreitete hiesige gastronomische und volkstümlich-musikalische Traditionen.

## Geschichte
Der Ortsname geht womöglich zurück auf die arabische Bezeichnung für den „Sieg Allahs“ der Araber, die ab 711 hier eintrafen und das nahe Covilhã eroberten.
Im Jahr 1320 bestand hier bereits die Gemeinde Fatela, unter der Bezeichnung Santa Maria da Fatela und dem Christusorden unterstehend.
Fatela gehörte zum Kreis Sortelha, bis zu dessen Auflösung 1855. Seither ist es eine Gemeinde des Kreises Fundão. 1989 wurde die Gemeinde Enxames neu geschaffen, durch Ausgliederung aus der Gemeinde Fatela.

## Verwaltung
Fatela ist Sitz einer gleichnamigen Gemeinde (Freguesia) im Kreis (Concelho) von Fundão im Distrikt Castelo Branco. In ihr leben 456 Einwohner auf einer Fläche von 11,27 km²11(Stand 19. April 2021).
Folgende Ortschaften liegen in der Gemeinde:
- Anjo da Guarda
- Fatela
- Fatela Gare (Bahnhofsquartier)
- Quinta Cabeço Quintas
- Quinta Vale Terno
- Vila Pouca

## Verkehr
Fatela ist mit seinem außerhalb gelegenen Haltepunkt Fatela-Penamacor an die Bahnstrecke Linha da Beira Baixa angeschlossen.
Über die sekundäre Nationalstraße N345 hat die Gemeinde Anschluss an die 10 km entfernte Autobahn A23.